# Протасов Олександр Павлович
Олександр Павлович Протасов (25 червня 1928 — ?) — український радянський діяч, новатор у металургійній промисловості, начальник мартенівського цеху Макіївського металургійного заводу імені Кірова Донецької області. Кандидат у члени ЦК КПУ в 1976—1981 роках.

## Біографія
З середини 1940-х років працював підручним сталевара, сталеваром мартенівського цеху Макіївського металургійного заводу імені Кірова Сталінської (Донецької) області.
Член КПРС з 1957 року.
У 1970-х роках — начальник мартенівського цеху Макіївського металургійного заводу імені Кірова Донецької області.
Потім — на пенсії в місті Макіївці Донецької області.

## Нагороди
- орден Леніна
- медалі